# Xiph.org
La fondation Xiph.org est une association à but non lucratif qui s'oppose au mouvement de privatisation dans le domaine des formats de données multimédia en développant des logiciels libres et des algorithmes de compression multimédia exempts de brevet.
Elle a été fondée en 1994 par Chris Montgomery, également inventeur du format conteneur Ogg,.
Xiph.org concentre actuellement ses efforts sur la série de formats Ogg :
- Ogg Vorbis, un format audio libre de droits qui fait compétition aux formats propriétaires MP3, WMA et AAC[1].
- Ogg Theora, un format vidéo[5] en développement, est conçu pour faire compétition avec les formats propriétaires MPEG-4, RealVideo et Windows Media Video.

En complément de ces développements, la fondation a pris sous son aile plusieurs projets libres, qui possèdent leur propre groupe de développeurs. Les formats Speex et FLAC en font partie. Le projet Xiph.org a été répertorié comme faisant partie des projets libres hautement prioritaires, par la FSF (Free Software Foundation).

## Étymologie
« Xiph » est l'abréviation du nom d'origine de l'association, « Xiphophorus », nommée d'après Xiphophorus helleri, un petit poisson (d'où le logo).

## Projets

### Codecs audio
- Vorbis : codec audio avec pertes[1].
- Tremor : un décodeur pour le format vorbis destiné aux périphériques mobiles.
- Speex : codec spécialement destiné à la voix.
- FLAC : codec audio sans pertes[7],[8].
- CELT : codec audio avec peu de latence. Aujourd'hui obsolète, le travail autour de ce codec ayant été intégré dans Opus.
- Opus : codec audio avec pertes et peu de latence[9],[10].

### Codec vidéo
- Theora[5],[11]
- Tarkin[1]
- Daala
- Rav1e : implementation Rust du codec AV1[12].

### Conteneurs
- Ogg : conteneur principal des codecs Xiph. Il peut gérer les codecs audio, vidéos, ainsi que des métadonnées ;
  - OggPCM : pour encapsuler des données audio PCM dans un conteneur Ogg,
  - OggUVS (ko) : pour encapsuler des données vidéos RGB ou YUV dans un conteneur Ogg,
- Speex RTP : destiné au streaming du codec Speex ;
- Vorbis RTP : destiné au streaming du codec Vorbis ;
- Theora RTP : destiné au streaming du codec Theora.

### Logiciels

#### Logiciels pour la distribution de contenu
- Icecast : serveur de streaming
- Ices : client pour les serveurs Icecast

#### Bibliothèques
- OggPlay : pour gérer la synchronisation lors de la lecture de plusieurs flux
- VorbisCommentEdit : pour gérer l'édition des tags des fichiers Ogg
- libao : une bibliothèque audio multiplateforme[13]

#### Autres logiciels
- cdparanoia (en) : logiciel d'extraction de CD
- XiphQT (en) : plugins pour quicktime pour lire les formats de Xiph.
- oggdsf : implémentation des codecs pour l'utilisation sous Microsoft Windows

### Divers
- CMML (Continuous Media Markup Language (en)) : sert pour stocker des informations de sous-titres et de timecode dans un conteneur Ogg.
- XSPF : un format de liste de lecture basé sur le langage XML